# Ardisia macrophylla
Ardisia macrophylla är en viveväxtart som beskrevs av Caspar Georg Carl Reinwardt och Carl Ludwig von Blume. Ardisia macrophylla ingår i släktet Ardisia och familjen viveväxter. Inga underarter finns listade i Catalogue of Life.